# Коновалова, Тамара Николаевна
Тамара Николаевна Коновалова (род. 6 января 1943, Загнилецкий Хутор, Орловская область) — государственный деятель Советского Союза и Российской Федерации, заместитель председателя Орловской областной Думы, кавалер ордена «За заслуги перед Отечеством» 4 степени (1998). Почётный гражданин Орловской области (2006).

## Биография
Родилась 6 января 1943 году в деревне Загнилецкий Хутор Орловской области в крестьянской семье.
Работать начала агрономом в колхозе «Путь социализма», затем была выбрана на должность заместителя председателя колхоза, избиралась и работала в должности секретаря парткома. После завершения обучения в Горьковской Высшей партийной школе в 1973 году её избрали вторым секретарем Глазуновского райкома партии, а в мае 1975 года была назначена председателем райисполкома. С января 1978 года стала работать в должности первого секретаря райкома КПСС Глазуновского района.
В годы её работы в Глазуновском районе жизненный уровень населения стал улучшаться. Активно внедрялась механизация, в сёлах строилось жилье, объекты социальной инфраструктуры, дороги. Район стал инициатором многих начинаний.
В апреле 1985 года избрана секретарем облисполкома[уточнить]. Обучалась в аспирантуре Академии общественных наук при ЦК КПСС. Защитила кандидатскую диссертацию, получила ученую степень кандидата экономических наук. С 1989 года по декабрь 1992 года трудилась в должности заместителя председателя облисполкома, курировала вопросы социального обеспечения, здравоохранения, народного образования, культуры.
В январе 1992 года и на протяжении двух лет трудилась в областном Совете народных депутатов заведующей отделом социально-экономических реформ. В апреле 1994 года избрана на должность заместителя председателя Орловской областной Думы, с марта 1998 по март 2002 года трудилась в должности заместителя председателя Орловского областного Совета народных депутатов.
«За заслуги перед государством, многолетний добросовестный труд и большой вклад в укрепление дружбы и сотрудничества между народами» указом Президента Российской Федерации от 15 апреля 1998 года Тамара Николаевна Коновалова была награждена орденом орденом «За заслуги перед Отечеством» 4 степени.
За выдающиеся заслуги перед Орловской областью, на основании Закона Орловской области от 7 октября 2003 года № 354-ОЗ «О Почетном гражданине Орловской области», Тамаре Коноваловой было присвоено звание «Почетный гражданин Орловской области».
В настоящее время на пенсии. Проживает в Орле.

## Награды и звания
- Орден "За заслуги перед Отечеством" IV степени (15.04.1998)
- Орден Знак Почёта
- Орден Дружбы народов
- медали
- Почётный гражданин Орловской области